# Horodyszcze (rejon rówieński)
Horodyszcze (ukr. Городище) – wieś na Ukrainie, w rejonie rówieńskim obwodu rówieńskiego, na Wołyniu.
Pod koniec XIX w. we wsi znajdowały się: cerkiew filialna wybudowana w 1757 r., folwark, młyn wodny, fabryka cukru z melasy.
W okolicach tej miejscowości w 1920 rozgrywała się bitwa pod Równem

## Bibliografia

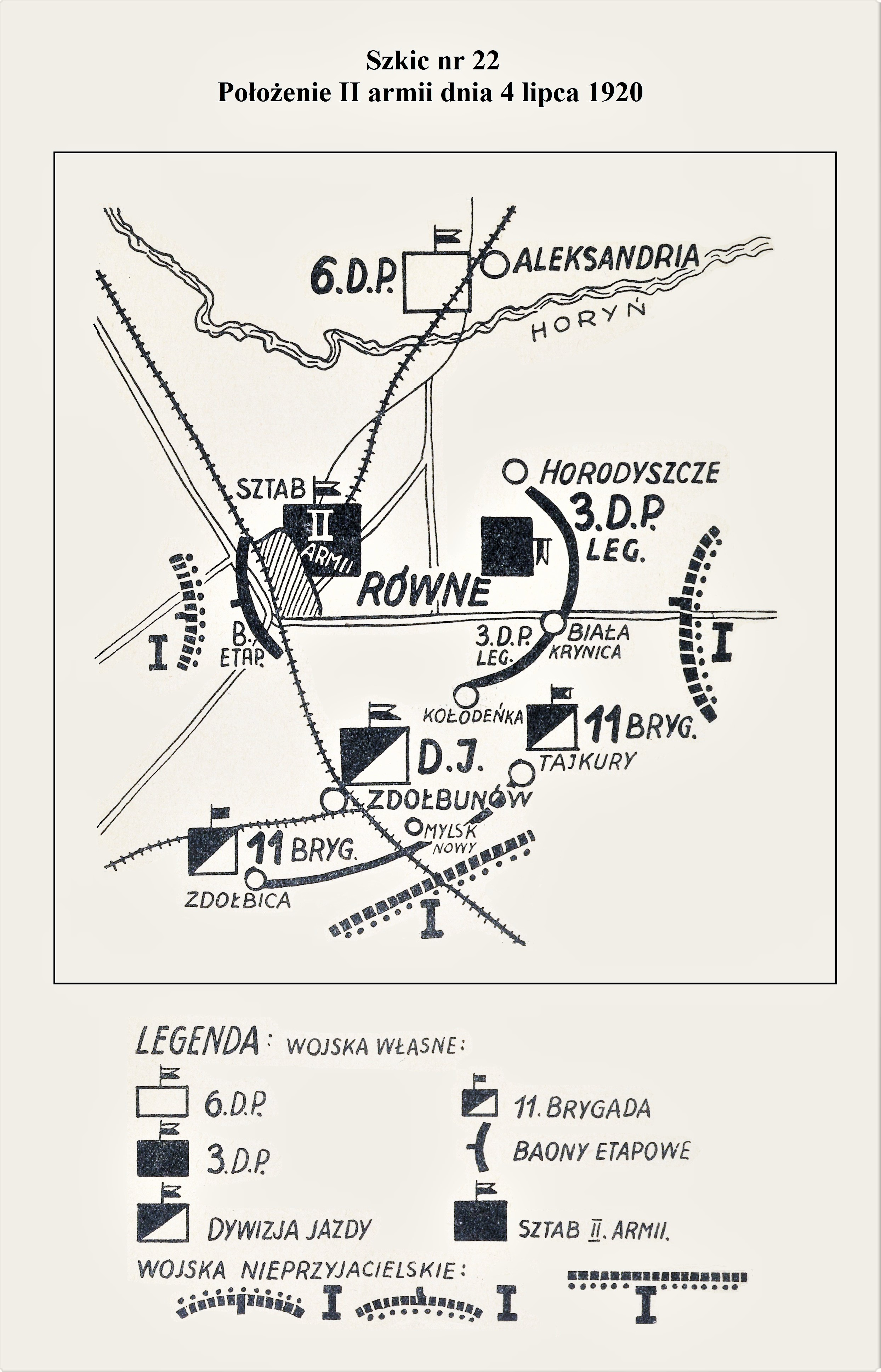
Gen. Kazimierz Raszewski, Wspomnienia z własnych przeżyć do końca roku 1920